# Kärleken finns överallt
Kärleken finns överallt är ett musikalbum från 2006 med den svenska vissångaren CajsaStina Åkerström.

## Låtlista
Text och musik (utom spår 10) av CajsaStina Åkerström.
1. Varje gång du går – 3:59
2. Kärleken finns överallt – 3:56
3. Kontakt – 5:28
4. Levande igen – 3:28
5. Att älskas av dig – 3:49
6. Allt vi behöver – 4:35
7. Du vill att jag vill – 4:18
8. Så nära men ändå långt ifrån – 4:37
9. Är det för mycket – 4:17
10. Om du behöver mig (David Halley/Finn Kalvik/CajsaStina Åkerström) – 4:40

## Medverkande
- CajsaStina Åkerström – sång
- Steve Dobrogosz – piano
- Ola Gustafsson – gitarr
- Backa-Hans Eriksson – bas
- Johan Löfcrantz Ramsay – trummor
- Per Lindvall – trummor (spår 2)
- Stefan Olsson – elbas (spår 2)
- Anders Lundqvist – hammondorgel (spår 2)
- Bengan Janson – dragspel (spår 8)
- Stråkorkester (spår 1, 3, 4, 6, 10)
- Stråkkvartett (spår 2, 5, 7, 9)

## Mottagande
Skivan fick ett blandat mottagande när den kom ut med ett snitt på 2,6/5 baserat på fyra recensioner.

## Listplaceringar
| Lista (2006) | Topplacering |
| ------------ | ------------ |
| Sverige      | 5 .          |